# Kenneth Björklund
Kenneth Björklund är trummis i banden Svenska Akademien, och Sture Alléns Dansorkester.

## Diskografi

### Svenska Akademien

#### Album
- 2001 – Snapphaneklanen
- 2002 – Med anledning av
- 2004 – Tändstickor för mörkrädda
- 2005 – Resa sig opp
- 2005 – Upphovsmännen till den skånska raggan (samling)
- 2007 – Gör det ändå!

#### Singlar
- 2001 – "Snapphaneklanen" (12")
- 2002 – "Rötter"
- 2007 – "Vakna"
- 2007 – "Uppe i höjden"

### Stures Dansorkester

#### Album
- 2006 – Långsamt gift i bestens buk